# Clan Narita

Il mon (emblema) del clan Narita

Il Clan Narita (成田氏?, Narita-shi) fu un clan giapponese, discendenti del clan Fujiwara, che governò nella provincia di Musashi durante il periodo Sengoku.
La loro roccaforte era il castello di Oshi che fu costruito dal clan nel XV secolo. I Narita erano un potente clan locale del centro-nord della provincia di Musashi e servì inizialmente come vassallo del clan Ogigayatsu-Uesugi. Quando il clan Hōjō, potente clan della provincia di Sagami, iniziò ad espandersi nella provincia di Musashi entro in conflitto con gli Uesugi e di consegnuenza con i Narita. Tuttavia quando gli Uesugi subirono una pesante sconfitta nella battaglia di Kawagoe (1545-1546), il ramo Ogigayatsu declinò rapidamente, così il clan si arrese e divenne servitore degli Hōjō.
Nel 1560 Uesugi Kenshin fece una grande spedizione nella provincia sotto il nome di Uesugi Norimasa (1523-1579) e scacciò gli Hōjō. Il clan Narita tornò ad essere vassallo degli Uesugi ma, dopo una lite tra Narita Nagayasu e Kenshin, l'infuriato Nagayasu ritornò ad allearsi con gli Hōjō, e di conseguenza la città-castello di Oshi fu incendiata dagli Uesugi nel 1574.
Nel 1590 Toyotomi Hideyoshi iniziò la campagna di Odawara contro gli Hōjō. Data l'enorme differenza delle forze in campo gli Hōjō preferirono concentrare la maggior parte dei propri soldati all'interno del castello di Odawara, così alla difesa del castello di Oshi e di altre strutture rimasero pochi uomini. Nel marzo di quell'anno l'esercito Toyotomi aveva conquistato senza problemi molti castelli minori degli Hōjō. A maggio una forza guidata da Ishida Mitsunari, futuro amministratore del governo di Hideyoshi, catturò il castello di Tatebayashi ed attaccò quello di Oshi. Narita Ujinaga, capo del clan in quel periodo, rimase al castello di Odawara che era la roccaforte principale del clan Hōjo. A difesa del castello di Oshi rimasero il figlio di Yasusue, Narita Nagachika e la figlia di Ujinaga, Kaihime. Tuttavia durante l'assedio di Oshi le forze assedianti non riuscirono ad avere la meglio sulla piccola guarnigione del castello, che si arrese per ordine di Ujinaga solo dopo la capitolazione degli Hōjō a Odawara.
Nonostante si fosse schierato con gli Hōjō, Ujinaga divenne uno dei più fidati generali di Hideyoshi e successivamente il clan divenne vassallo dei Tokugawa. Fu ricompensato con il castello di Karasuyama e 20.000 koku.
All'inizio del periodo Edo Narita Ujimune, figlio di Narita Ujinaga, morì senza eredi ed i loro possedimenti vennero confiscati dallo shogunato Tokugawa.

## Membri importanti del clan durante il periodo Sengoku
- Narita Chikayasu (成田親泰?) (-1545) X capo del clan.
- Narita Nagayasu (成田長泰?) (1495?-1574) XI capo del clan. Servitore del ramo Yamanōuchi-Uesugi. Dopo la sconfitta a Kawagoe servì Uesugi Kenshin. Tuttavia tornò a servire gli Hōjō dopo una diatriba con Kenshin.
- Narita Yasusue (成田泰季?) (1516-1590) Servitore Narita e figlio di Chikayasu. Nel 1566 suo fratello Nagayasu cercò di mettere Osatada a capo del clan. Yasasue ed altri servitori si opposero. Morì poco prima dell'assedio di Oshi.
- Narita Ujinaga (成田氏長?) (1542-1595) XII capo del clan, servitore Hōjō ed erede di Nagayasu. Il suo castello di Oshi fu messo sotto assedio durante la conquista di Odawara da Toyotomi Hideyoshi. Dopo la caduta degli Hōjō divenne servitore di Gamō Ujisato.
- Narita Nagachika (成田長親?) (1545-1613) Servitore Hōjō ed erede di Yasusue. Quando il padre morì poco prima dell'assedio di Odawara difese il castello di Oshi assieme a Kaihime. Successivamente si ritirò nella provincia di Owari e divenne servitore del clan Tokugawa.
- Narita Osatada (成田長忠?) (1547-1616) Servitore Hōjō, secondo figlio di Nagayasu. Dopo la caduta degli Hōjō servì Gamō Ujisato. Durante la battaglia di Sekigahara combatté nell'armata orientale.
- Narita Ujimune (成田氏宗?) (1568-1622) XIII capo del clan. Servitore Tokugawa e figlio di Ujinaga. Seguì il padre nell'assedio di Odawara. Quando suo padre morì pochi anni più tardi, poiché anche suo fratello maggiore era morto, divenne il secondo signore del dominio di Karasuyama.
- Narita Kai (成田甲斐?) (1572?-1632?) Figlia di Ujinaga si distinse durante l'assedio di Oshi. Di notevole bellezza, divenne una delle concubine di Toyotomi Hideyoshi.